# 马莫尼市镇
马莫尼市镇（俄语：Мамонское муниципальное образование）是俄罗斯联邦伊尔库茨克州伊尔库茨克区所属的一个市镇。其下辖有个居民点，行政中心为马莫尼。据2016年统计，该市镇的人口为5371人。